# 윤예성
윤예성(尹睿成, 2002년 2월 22일 ~ )은 대한민국의 바둑 기사이다.

## 약력
전북 전주 출신으로 4세 경부터 바둑에 관심을 보여 바둑을 시작했고 하성봉 사범의 지도를 받았다. 2015년 제44회 전국소년체육대회에서 남자중학부 최우수선수상을 수상했고, 2017년 제7회 지역영재입단대회를 통해 선승민과 함께 프로바둑에 입단했다. 2018년 제6기 하찬석 국수배 영재바둑대회 본선 16강과 2019년 제7기 하찬석 국수배 영재바둑대회 본선 24강에 진출했다. 2021년, 2단으로 승단했다.